# Jean Darcante
Jean Darcante (1 de abril de 1910 – 18 de marzo de 1990) fue un actor y director teatral de nacionalidad francesa. 
Nacido en París, Francia, su verdadero nombre era Jean-Louis Albassier. Fue gerente del Théâtre de la Renaissance de París ciudad entre 1946 y 1957.
Falleció en París en 1990.

## Teatro
Actor
- 1934 : Les Races, de Ferdinand Bruckner, escenografía de Raymond Rouleau, Théâtre de l'Œuvre
- 1943 : Cristobal, de Charles Exbrayat, escenografía de Jean Darcante, Théâtre Montparnasse
- 1961 : El misántropo, de Molière, escenografía de Jean Meyer, Théâtre du Palais-Royal

Director
- 1943 : Cristobal, de Charles Exbrayat, Théâtre Montparnasse
- 1944 : Un Don Juan, de Michel Aucouturier, Comédie des Champs-Élysées
- 1946 : Quatre Femmes, de Marcel Mouloudji, Théâtre de la Renaissance
- 1946 : L'Herbe d'erreur, a partir de Rémy Bordez, adaptación de Jean Variot, escenografía de Jean Darcante, Théâtre de la Renaissance
- 1950 : Ce soir à Samarcande, de Jacques Deval, Théâtre de la Renaissance
- 1952 : Madame Filoumé, de Eduardo De Filippo, Théâtre de la Renaissance
- 1954 : La Corde, de Patrick Hamilton, adaptación de Gabriel Arout, Théâtre de la Renaissance
- 1954 : Il pleut bergère, de René Wheeler, Théâtre de la Renaissance
- 1954 : Bel-Ami, de Frédéric Dard a partir de Guy de Maupassant, Théâtre de la Renaissance
- 1955 : Monsieur chasse, de Georges Feydeau, escenografía de Jean Darcante, Théâtre de la Renaissance

## Filmografía

### Actor
- 1936 : Jeunes Filles de Paris, de Claude Vermorel
- 1939 : L'Étrange nuit de Noël, de Yvan Noé
- 1942 : La Symphonie fantastique, de Christian-Jaque
- 1942 : Le Destin fabuleux de Désirée Clary, de Sacha Guitry
- 1946 : Vive la liberté, de Jeff Musso
- 1946 : Martin Roumagnac, de Georges Lacombe
- 1959 : Dos hombres de Manhattan, de Jean-Pierre Melville

### Doblaje
- El judío Süß, doblaje de Malte Jäger